# Глињани
Глињани (пољ. Glinianie; рус. Глиняне) су били западнословенско племе, део племенског савеза Бодрића. Помињу се од 808. године до 12. века. Живели су око реке Елден, која је била десна притока Лабе (на простору данашње немачке државе Бранденбург). На северу су се граничили са Варнима. Главни град им је био Лачин (пољ. Łączyn) - данашњи Ленцен, који се налази на обали реке Локниц, у близини града Витенберге. Код града Лачина је 929. вођена битка између Саксонаца и Словена, коју су Словени изгубили. Још један значајан глињански град био је Потлустим (данашњи Путлиц).
Син бодрићког кнеза Хенрија Мстивоја (или Мистуја) је 1110-их / 1120-их, са војском састављеном од 200 Саса и 300 Словена,, победио Глињане.
1136. племе је поразио Алберт Медвед.